# Familles rurales
 (février 2014).
Si vous disposez d'ouvrages ou d'articles de référence ou si vous connaissez des sites web de qualité traitant du thème abordé ici, merci de compléter l'article en donnant les références utiles à sa vérifiabilité et en les liant à la section « Notes et références ».
Familles rurales, association reconnue d'utilité publique, est une confédération nationale d'associations familiales, agréée comme association de consommateurs.
Cette confédération fait partie des sept mouvements familiaux nationaux « à recrutement général », membres de l'Union nationale des associations familiales (UNAF).

## Histoire
Créé en août 1943, le mouvement Familles rurales — alors la Confédération nationale de la famille rurale (CNFR) — est fondé à partir de la Jeunesse agricole catholique et de la Corporation paysanne, sur le principe d’une entraide entre les familles.
Dans le cadre de l'UNAF, elle fonctionne comme un lobby institutionnalisé. L'association déclare en 2022 auprès de la Haute autorité pour la transparence de la vie publique des dépenses de représentation d'intérêts d'un montant annuel compris entre 50 000 et 75 000 euros
En mars 2025, Famille Rurale se fait entendre pour dénoncer la politique tarifaire de la SNCF : « Le train est inaccessible pour nombre d’entre nous », décrit un communiqué qui fustige également la qualité de service. 

## Objet social
Le mouvement Familles rurales soutient les familles de la campagne, cherche à rompre leur isolement et à améliorer leur qualité de vie. Familles rurales est une confédération, elle fédère de nombreuses familles, associations, fédérations et permanences, ainsi que des lieux d'accueil de la petite enfance.

### Famille
Les actions retenues au sein du réseau valorisent les projets éducatifs et la prévention :
- création de clubs de gym maman-bébé, ludothèques, halte-garderies, crèches parentales, etc.
- organisation de conférences-débats sur des thèmes liés à l’éducation comme le sommeil, l’alimentation ou l’autorité,
- constitution de groupes d’échange entre parents permettant de créer des solidarités et de confronter les points de vue,
- mise en place d’activités intergénérationnelles et de bénévolat auprès de personnes âgées dépendantes.